# Ник
Никне́йм (ник; англ. nickname /ˈnɪkneɪm/ — первоначально «кличка, прозвище», от древнеанглийского an eke name — «другое имя», перешедшее в одинаково звучащее «a nick name»), также сетево́е и́мя — псевдоним, используемый пользователем в Интернете, обычно в местах общения (в блогах, форумах, чатах) как более короткая или новомодная альтернатива реальному имени, а также в киберспорте. В частности, в онлайн-играх при регистрации или создании персонажа вместо имени необходимо ввести оригинальный ник. Никнейм характеризует представившегося и является многофункциональным средством добавления выразительности в высказывания.